# كيني ديفيس
كيني ديفيس (بالإنجليزية: Kenny Davis)‏ هو عازف جاز أمريكي، ولد في 4 سبتمبر 1961 في شيكاغو في الولايات المتحدة.

## وصلات خارجية
- كيني ديفيس على موقع ميوزك برينز (الإنجليزية)
- كيني ديفيس على موقع أول ميوزيك (الإنجليزية)
- كيني ديفيس على موقع ديسكوغز (الإنجليزية)